# Матьє Тюркотт
Матьє Тюркотт (фр. Mathieu Turcotte) — канадський ковзаняр, що спеціалізувався в шорт-треку, олімпійський чемпіон та медаліст, чемпіон світу, призер чемпіонатів світу
Золоту олімпійську медаль та звання олімпійського чемпіона Тюркотт виборов на Олімпіаді 2002 року в Солт-Лейк-Сіті в складі канадської естафетної команди в естафеті на дистанції 5000 метрів. На тій же Олімпіаді він був третім на дистанції 1000 метрів. Третю олімпійську медаль, срібну, Тюркотт здобув знову в естафеті на Туринській олімпіаді 2006 року.
Зараз Тюркотт працює президентомм компанії Apex Racing Skates, що виготовляє ковзани для спортсменів на замовлення.

## Зовнішні посилання
- Досьє на sports-reference.com [Архівовано 3 липня 2009 у Wayback Machine.]

## Виноски
1. ↑  Salt Lake City 2002 Official Report - Volume 3 (PDF). Salt Lake Organizing Committee. LA84 Foundation. 2002. Архів оригіналу (PDF) за 20 лютого 2012. {{cite web}}: Cite має пустий невідомий параметр: |df= (довідка)
2. ↑  link. Архів оригіналу за 30 травня 2009. Процитовано 4 травня 2018.